# Donald Sumpter
Donald Sumpter (Brixworth, 13 febbraio 1943) è un attore britannico.

## Filmografia

### Cinema
- The Window Cleaner, regia di Malcolm Leigh (1968)
- La nebbia degli orrori (The Lost Continent), regia di Michael Carreras (1968)
- Il mostro delle notti di Londra (Night After Night After Night), regia di Lindsay Shonteff (1969)
- Groupie Girl, regia di Derek Ford (1970)
- La ragazza con il bastone (The Walking Stick), regia di Eric Till (1970)
- Bleak Moments, regia di Mike Leigh (1971)
- Domenica, maledetta domenica (Sunday Bloody Sunday), regia di John Schlesinger (1971)
- Stardust: Una stella nella polvere (Stardust), regia di Michael Apted (1974)
- Hardcore, regia di James Kenelm Clarke (1977)
- The Black Panther, regia di Ian Merrick (1977)
- Incontri con uomini straordinari (Meetings with Remarkable Men), regia di Peter Brook (1979)
- Pantera Rosa - Il mistero Clouseau (Curse of the Pink Panther), regia di Blake Edwards (1983)
- Rosencrantz e Guildenstern sono morti (Rosencrantz & Guildenstern Are Dead), regia di Tom Stoppard (1990)
- Méchant garçon, regia di Charles Gassot (1992)
- Le cinque vite di Hector (Being Human), regia di Bill Forsyth (1994)
- Riccardo III (Richard III), regia di Richard Loncraine (1995)
- Tangier Cop, regia di Stephen Whittaker (1997)
- Enigma, regia di Michael Apted (2001)
- The Point Men, regia di John Glen (2001)
- K-19 (K-19: The Widowmaker), regia di Kathryn Bigelow (2002)
- The Constant Gardener - La cospirazione (The Constant Gardener), regia di Fernando Meirelles (2005)
- La promessa dell'assassino (Eastern Promises), regia di David Cronenberg (2007)
- God & Lucy, regia di Tom Marshall (2009)
- Änglavakt, regia di Johan Brisinger (2010)
- Millennium - Uomini che odiano le donne (The Girl with the Dragon Tattoo), regia di David Fincher (2011)
- Heart of the Sea - Le origini di Moby Dick (In the Heart of the Sea), regia di Ron Howard (2015)
- Dickens - L'uomo che inventò il Natale (The Man Who Invented Christmas), regia di Bharat Nalluri (2017)
- Limonov, regia di Kirill Serebrennikov (2024)

#### Televisione
- The Wednesday Play – serie TV, episodio 1x67, 1x161 (1966-1970)
- Doppia sentenza (Softly Softly) – serie TV, episodio 2x24 (1967)
- Love Story – serie TV, episodi 5x05, 5x06 (1967)
- Z Cars – serie TV, episodi 6x53, 6x54 (1967)
- Doctor Who – serie TV, 10 episodi (1968)
- Sanctuary – serie TV, episodio 2x05 (1968)
- Gazette – serie TV, episodio 1x06 (1968)
- ITV Saturday Night Theatre – serie TV, episodio 1x11 (1969)
- The First Churchills – serie TV, episodio 1x10 (1969)
- The Adventures of Don Quick – serie TV, episodio 1x01 (1970)
- Armchair Theatre – serie TV, episodio 14x09 (1972)
- Thirty Minutes Worth – serie TV, episodio 1x05 (1972)
- Barlow at Large – serie TV, episodio 2x01 (1973)
- Hadleigh – serie TV, 4 episodi (1973)
- ITV Playhouse – serie TV, episodio 7x06 (1974)
- Justice – serie TV, episodio 3x05 (1974)
- Centre Play – serie TV, episodio 2x02 (1975)
- Sadie, It's Cold Outside – serie TV, episodio 1x05 (1975)
- Quiller – serie TV, episodio 1x05 (1975)
- Doppia sentenza (Softly Softly: Task Force) – serie TV, episodio 7x13 (1975)
- Gesù di Nazareth (Jesus of Nazareth) – miniserie TV (1977)
- Seven Faces of Woman – serie TV, episodio 2x05 (1977)
- Play for Today – serie TV, episodio 8x08 (1977)
- The Children of the New Forest – serie TV, 5 episodi (1977)
- The Look, regia di Gareth Davies – film TV (1978)
- Target – serie TV, episodio 2x05 (1978)
- I miserabili (Les Miserables), regia di Glenn Jordan – film TV (1978)
- The Other Side – serie TV, episodio 1x05 (1979)
- Shoestring – serie TV, episodio 2x02 (1980)
- Antonio e Cleopatra (Antony & Cleopatra), regia di Jonathan Miller – film TV (1981)
- The Rose Medallion, regia di Peter Ellis – film TV (1981)
- The Brack Report – serie TV, 10 episodi (1982)
- No Excuses – serie TV, episodio 1x03 (1983)
- Un asso nella manica (Bergerac) – serie TV, episodi 2x06, 7x09 (1983-1989)
- Minder – serie TV, episodio 5x07 (1984)
- Oscar – serie TV, episodio 1x01 (1985)
- Bleak House – serie TV, episodi 1x01, 1x02 (1985)
- Summer Season – serie TV, episodio 1x10 (1985)
- Big Deal – serie TV, 4 episodi (1985-1986)
- Boon – serie TV, episodi 1x09, 1x12 (1986)
- Ruth Rendell Mysteries – serie TV, episodi 4x01, 4x02, 4x03 (1990)
- Screen Two – serie TV, episodio 7x13 (1991)
- The Blackheath Poisonings – serie TV, episodi 1x02, 1x03 (1992)
- Poirot (Agatha Christie's Poirot) – serie TV, episodio 4x01 (1992)
- The Buddha of Suburbia – miniserie TV, 2 puntate (1993)
- Grushko – serie TV, episodi sconosciuti (1994)
- Drop the Dead Donkey – serie TV, episodio 4x10 (1994)
- Between the Lines – serie TV, episodi 3x09, 3x10 (1994)
- Il naso della regina (The Queen's Nose) – serie TV, 9 episodi (1995-2000)
- Our Friends in the North – serie TV, 4 episodi (1996)
- Cold Lazarus – miniserie TV, episodi 1x03, 1x04 (1996)
- Bombay Blue – serie TV, 6 episodi (1997)
- Great Expectations, regia di Julian Jarrold – film TV (1999)
- Dalziel and Pascoe – serie TV, episodio 5x01 (2000)
- In Deep – serie TV, episodio 1x03, 1x04 (2001)
- The Life and Adventures of Nicholas Nickleby, regia di Stephen Whittaker – film TV (2001)
- The Estate Agents – serie TV, episodio 1x02 (2002)
- Serious and Organised – serie TV, episodio 1x02 (2003)
- A Touch of Frost – serie TV, episodio 10x01 (2003)
- Ultimate Force – serie TV, episodio 2x02 (2003)
- Seven Wonders of the Industrial World – serie TV, episodio 1x02 (2003)
- Holby City – serie TV, episodi 6x01, 9x38 (2003-2007)
- L'ispettore Barnaby (Midsomer Murders) – serie TV, episodio 7x04 (2004)
- The Last Detective – serie TV, episodio 2x02 (2004)
- Rose and Maloney – serie TV, episodio 2x02 (2005)
- Eleventh Hour – serie TV, episodio 1x03 (2006)
- The Chatterley Affair, regia di James Hawes – film TV (2006)
- Ørnen: En krimi-odyssé – serie TV, episodi 3x06, 3x08 (2006)
- Metropolitan Police (The Bill) – serie TV, 4 episodi (1993-2006)
- Dracula, regia di Bill Eagles – film TV (2006)
- Fallen Angel – miniserie TV, 1 puntata (2007)
- Heist, regia di Justin Hardy – film TV (2008)
- Heroes and Villains – serie TV, episodio 1x05 (2008)
- Taggart – serie TV, episodio 24x06 (2008)
- New Tricks - Nuove tracce per vecchie volpi (New Tricks) – serie TV, episodio 5x05 (2008)
- Tess dei d'Urberville, regia di David Blair – miniserie TV (2008)
- Il mio amico Einstein (Einstein and Eddington), regia di Philip Martin – film TV (2008)
- Into the Storm - La guerra di Churchill (Into the Storm), regia di Thaddeus O'Sullivan – film TV (2009)
- Le avventure di Sarah Jane (The Sarah Jane Adventures) – serie TV, episodi 3x07, 3x08 (2009)
- Being Human – serie TV, 9 episodi (2009-2010)
- Spooks – serie TV, episodio 9x03 (2010)
- Merlin – serie TV, episodio 3x08 (2010)
- The Suspicions of Mr Whicher, regia di James Hawes – film TV (2011)
- Black Mirror – serie TV, episodio 1x01 (2011)
- Il Trono di Spade (Game of Thrones) – serie TV, 14 episodi (2011-2012)
- Il commissario Wallander (Wallander) – serie TV, episodio 3x01 (2012)
- The Secret of Crickley Hall – miniserie TV (2012)
- Atlantis – serie TV, episodio 1x04 (2013)
- Peaky Blinders – serie TV, episodi 4x01, 4x06 (2017)
- Il giovane ispettore Morse (Endeavour) – serie TV, episodio 5x02 (2018)
- Chernobyl – miniserie TV, 2 puntate (2019)
- I miserabili (Les Misérables) – miniserie TV, 3 puntate (2019)

### Doppiatore
- Ultramarines: A Warhammer 40,000 Movie, regia di Martyn Pick (2010)

## Doppiatori italiani
Nelle versioni in italiano dei suoi film, Donald Sumpter è stato doppiato da:
- Dario Penne in K-19, Doctor Who, Il mio amico Einstein, Dickens - L'uomo che inventò il Natale
- Giorgio Lopez in Rosencrantz e Guildenstern sono morti, The Constant Gardener - La cospirazione, Millennium - Uomini che odiani le donne
- Dante Biagioni ne Il trono di spade, Black Mirror
- Carlo Reali in Merlin, Chernobyl
- Carlo Valli in Heart of the Sea - Le origini di Moby Dick, Limonov
- Emilio Cappuccio in Enigma
- Sandro Iovino in La promessa dell'assassino
- Gianni Giuliano in Tess dei d'Urberville
- Vittorio Battarra in Being Human
- Pietro Biondi ne I miserabili